# Clethra lanata
Clethra lanata är en tvåhjärtbladig växtart som beskrevs av Carl Friedrich Philipp von Martius och Gal. Clethra lanata ingår i släktet Clethra och familjen Clethraceae. Inga underarter finns listade i Catalogue of Life.